# Bradypterus bangwaensis
Bradypterus bangwaensis е вид птица от семейство Locustellidae. Видът е почти застрашен от изчезване.

## Разпространение
Видът е разпространен в Камерун и Нигерия.